# Petr Čech (labdarúgó)
Petr Čech (Plzeň, 1982. május 20. –) cseh labdarúgó, labdarúgókapus.
A világ egyik legjobb kapusaként tartják számon. Beválasztották a 2004-es Európa-bajnokság all-star csapatába, miután csapatát az elődöntőkbe segítette. Megkapta az UEFA Bajnokok Ligája Legjobb kapusának járó díjat a 2004–05-ös, a 2006–07-es és a 2007-08-as szezonban is. Jelenleg három rekordot tart: a cseh bajnokságban 855, az angol bajnokságban pedig 1025 percig nem kapott gólt, valamint 25 mérkőzésen nem kapott gólt a 2004-05-ös Premier League-szezonban. Korábbi klubjában, a Sparta Prahában 928 percet játszott kapott gól nélkül az összes kiírásban, ami klubrekord.Neki van a harmadik legtöbb kapott gól nélküli meccs 2000 óta a világ összes kapusa közül. 2023-ban beiktatták a Premier League Hírességek Csarnokába.

## Pályafutása

### Csehország és  Franciaország (1999–2004)
Čech középpályásként, illetve csatárként kezdte pályafutását a helyi FC Viktoria Plzeň ificsapatában, alkalmanként játszott csak a kapusposzton. Mikor 10 évesen eltörte a lábát, végleg a kapuban maradt. A felnőttek között 1999-ben, 17 évesen debütált az élvonalbeli FK Chmel Blšany színeiben, ahol a Debrecen későbbi edzője, Miroslav Beránek irányítása alatt játszott.
Čech igazán a Sparta Praha csapatánál került reflektorfénybe. 2001-ben igazolt a fővárosi klubhoz 700 000 euróért. Itt mindössze egy évet töltött, de cseh rekorder lett: 855 percen keresztül nem kapott gólt a bajnokságban. A Spartával a Bajnokok Ligájában is szerepelt: nem kapott gólt a Bayern München, a Feyenoord, és a Szpartak Moszkva ellen sem, majd a második csoportkörben olyan csapatok ellen védhetett, mint a Real Madrid a Porto és a Panathinaikósz.
A fiatal kapus teljesítménye felkeltette több nagy európai klub figyelmét. Végül 2002 júliusában egy francia középcsapat, a Stade Rennais igazolta le 5 millió euróért. A csapat 2003-ban elődöntős volt a francia kupában, a bajnokságban pedig a 9. helyet szerezték meg.

### Chelsea (2004-től)
Claudio Ranieri, a Chelsea akkori menedzsere igazolta le 2004 nyarán az angol klub számára Carlo Cudicini helyettesítőjének. A Rennes a Chelsea ajánlatát először elutasította, majd februárban újabb ajánlatot tettek a fiatal kapusért. Čech végül 7 millió fontért (10,3 millió euró) 5 éves szerződést írt alá a Kékeknél 2004 nyarán. Ő volt a Chelsea történetének legdrágább kapusa, többet fizetett érte a klub, mint az addigi kapusokért összesen. Kezdetben nem volt biztos, ő lesz-e az első számú kapus, mivel a csapatnak már volt egy stabil első számú hálóőre Carlo Cudicini személyében, ráadásul Ranieri is távozott, az új edző, José Mourinho pedig a tapasztaltabb Cudicinit részesítette előnyben. De miután Cudicini az előszezonban megsérült, Čech került a kezdő tizenegybe az új szezon elején.
Első Premier League mérkőzésén nem kapott gólt a Manchester United ellen; a mérkőzés 1–0-s Chelsea győzelemmel végződött. Első szezonjában, 2005. március 5-én beállított egy 1025 perces góltalansági csúcsot, ami új rekord volt a Premiershipben. Ezt a rekordot azóta a Manchester United kapusa, Edwin van der Sar döntötte meg. Čech utoljára 2004. december 12-én kapott gólt, mikor Thierry Henry gólt szerzett az Arsenalban, majd a rekordot 83 nappal később Leon McKenzie törte meg, aki a Norwich City színeiben szerzett gólt. Čech a Premier League-től díjat kapott ezért a sikerért, és ugyancsak megkapta az Aranykesztyű díjat a 2004–05-ös szezon végén, amiért 25 mérkőzésen nem kapott gólt. Teljesítményének is köszönhetően, a csapat 50 év után a szezonban ismét bajnoki címet ünnepelhetett. A Chelsea a 2005–06-os idényben megvédte bajnoki címét, Čech két mérkőzés kivételével minden bajnoki találkozón védett. A csapat csupán 15 gólt kapott az egész szezonban, ami szintén rekord.
2006. február 1-jén új szerződést írt alá, ami 2010-ig szól.
Čech 2006. június 27-én kisebb vállműtéten esett át, hogy kigyógyuljon egy hosszan tartó sérülésből, amit még a korábbi szezonban szenvedett el. Čech 2006. augusztus 27-én tért vissza a Blackburn elleni bajnokin.

#### Fejsérülés
2006. október 14-én Čech és a Reading középpályása, Stephen Hunt próbálta megszerezni a labdát a Chelsea 16-osán belül egy bajnoki mérkőzés első percében a Madejski Stadionban. Hunt térddel nekiment Čech fejének, aki kisebb agyrázkódást szenvedett. A kapust percekig ápolni kellett a pályán, majd Carlo Cudicini érkezett a helyére, aki szintén megsérült a mérkőzésen,  Ibrahima Sonko-val ütközött a lefújás előtt pár perccel, és eszméletét vesztette a pályán. Így a csapatkapitány, John Terry állt be a kapuba az utolsó percekre. A végeredmény 1–0-s Chelsea győzelem lett. Čech-t koponyatöréssel műtötték meg. Kezdetben senki nem volt annak a tudatában, milyen súlyos is a sérülés, de később az orvosok azt nyilatkozták, hogy ez majdnem Čech életébe került, és az ütközés eredményeként erős fejfájásai voltak. Az orvosai arra figyelmeztették, hogy a túl korai visszatérés akár halálos is lehet. Röviddel a sérülés után Čech édesapja azt nyilatkozta, a fia egy évig nem tér vissza a pályára.

A Chelsea menedzsere, José Mourinho az eset után erősen bírálta Huntot. 
"Szégyenteljes belépő volt. Čech szerencsés, hogy életben maradt"
 Ugyancsak kritizálta a Nemzeti Egészségügyi Szolgálatot és a mérkőzés játékvezetőjét, Mike Riley-t is. Mivel Čech és testvérei hármasikrekként születtek, a koponyája is gyengébb, mint egy átlagos emberé, így a sérülése is komolyabbnak számított. Mourinho kijelentését több médiakommentár követte, egyesek egyetértettek, mások elítélték a portugál edző szavait. Számos jelenlegi és korábbi kapus fejtette ki véleményét az ügy kapcsán, akik látva az esetet kihangsúlyozták a kapusok nagyobb biztonságának fontosságát. A mérkőzés után a két kapus sérülését okozó játékosok állítólag halálos fenyegetéseket kaptak a Chelsea szurkolóitól.
A kórházi kezelés után Čech 2006. október 24-én térhetett haza, a következő héten pedig már egy könnyű edzésen is részt vehetett. Ennek ellenére a Chelsea bejelentette, hogy a kapus három hónapig nem játszhat, mivel teljesen fel kell épülnie a koponyatörésből. Egy interjúban a Chelsea TV-ben Čech elmondta, semmire sem emlékszik a sérülésből.

#### Visszatérés
Čech 2007. január 20-án tért vissza a pályára a Liverpool ellen, fején egy speciális fejvédővel, amit egy új-zélandi, főleg rögbi-felszereléseket gyártó cég, a Canterbury készített. Čech azóta is ebben a sapkában lép pályára minden mérkőzésen.
Annak ellenére, hogy a Chelsea 2–0-ra elvesztette a mérkőzést, Čech ezután mintegy 810 percig nem kapott gólt a Premiershipben. 2007. április 11-én Čech addigi pályafutása alatt először megkapta az FA Premier League Hónap Játékosa díjat elismerésképpen a nyolc sikeres, kapott gól nélküli bajnoki mérkőzéséért. Ő volt az első kapus, aki megkapta a díjat Tim Flowers 2000-es sikere óta. Ezt a góltalansági sorozatot Carlos Tévez törte meg, mikor 2007. április 18-án a West Ham United mezében gólt szerzett a Chelsea ellen. A mérkőzés végül 4–1 lett a Chelsea javára.
Čech a 2007-es FA-kupa-döntőben sem kapott gólt a Manchester United ellen. A United kapusával, Edwin van der Sarral osztozott az elismerésben, hogy ők az első kapusok, akik 90 percen keresztül nem kaptak gólt egy verseny mérkőzésén. Viszont Čech lett az első és egyedüli kapus, aki ezt a mérkőzést veretlenül zárta az új Wembley Stadionban, mivel a Chelsea 1–0-ra győzte le a Unitedet, és így megnyerte az FA-kupát.

#### 2007-08-as szezon

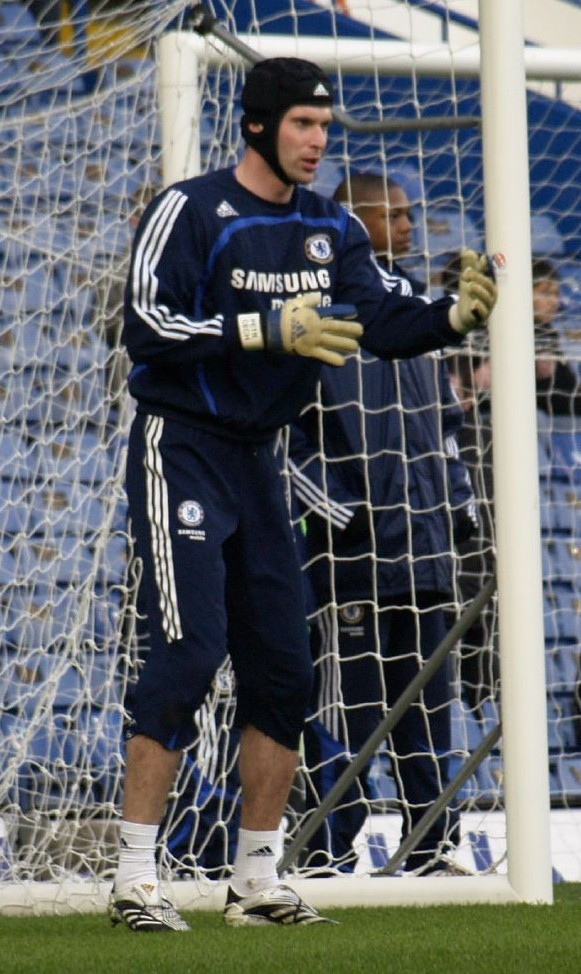
Čech a Tottenham Hotspur ellen 2008. január 12-én

Čech 2007-08-as szezonja rosszul kezdődött; máris az első mérkőzésen 2 gólt kapott a Chelsea a Birmingham City ellen. A hátrány ellenére a Chelsea 3–2-re megnyerte a mérkőzést és egy új angol rekordot állított fel a hazai veretlen bajnoki mérkőzések terén.
2007. november 7-én Čech bokasérülést szenvedett a 0–0-ra végződő Bajnokok Ligája mérkőzésen a Schalke 04 ellen. Emiatt több hétre pihenni kényszerült, majd 2007. december 23-án durván felsértette a csípőjét a Blackburn ellen.

#### 2008-09-es szezon
Čech remek formában kezdte a 2008–09-es szezont, a Chelsea csupán 7 gólt kapott 17 mérkőzés alatt, 11-szer pedig kapott gól nélkül zárták a mérkőzést; ebből 10-szer Čech állt a kapuban. 2008 novemberében a Chelsea 5–0-ra győzte le a Sunderland-et a Stamford Bridge-en.

### Arsenal (2015-től)
A Chelsea egyik legnagyobb, városi riválisához szerződött 2015 június 15-én, nagyjából 10 millió fontért. Voltak Chelsea szurkolók akik a halálával fenyegették ezért a lépésért. Az Arsenal első számú kapusa, Wojciech Szczęsny az AS Roma csapatához került kölcsönbe, így David Ospina előtt lett Čechh az Ágyúsok első számú kapusa. Az ifjú titán, Thibaut Courtois ultimátumot adott Chelsea csapatának, hogy vagy első számú kapus lesz, vagy eligazol, emiatt Čech átadta a stafétát neki. A sors fintora, hogy ő nem sokkal később a Real Madrid csapatához igazol, és az ő helyét Kepa Arrizabalaga vette át.
Az Ágyúsoknál az első kupáját a korábbi csapata ellen szerezte, a 2015-ös FA Community Shieldet, amelyet 1-0-ra nyertek meg. Később egy időre megkapta a kapitányi karszalagot is. összesen 3 kupát nyert a csapattal (2 FA Community Shield, 1 FA Kupa), valamint szerepelt a Carabao kupa és az Európa Liga  döntőjében.

### Visszatérés a Chelseaba
2020. október 20-án bejelentette a Chelsea csapata, hogy Petr Čech újra a klub játékosa lesz. Frank Lampard, korábbi csapattársa és a csapat edzője benevezte a Premier League 25 fős keretébe, mint vészhelyzeti kapus a 2020-21-es szezonra. A csapat megerősítette, hogy nem történt semmiféle hiba, hanem vészhelyzeti kapusként és nem szerződéses játékosként fog szerepelni a csapatnál a COVID-19 miatt.

### A válogatottban
Čech 2002 óta a cseh válogatott tagja, benne volt a 2004-es Európa-bajnokság cseh keretében. Több bravúros védésének is köszönhetően válogatottja egészen az elődöntőig menetelt, ahol a későbbi győztes Görögországtól szenvedtek vereséget. Čech-t az Eb után beválasztották a torna all-star csapatába.
A cseh válogatott kijutott a 2006-os németországi világbajnokságra, ahol az E csoportban kaptak helyet Ghána, Olaszország és az Egyesült Államok mellett. Csehország egy győzelemmel (USA ellen 3–0-ra) és két vereséggel (Ghána és Olaszország ellen 2–0-ra) a 3. helyen végzett a csoportban, így nem jutott tovább.
2007. október 17-én Čech volt a válogatott csapatkapitánya a Németország elleni Európa-bajnoki selejtezőn. A mérkőzésen nem kapott gólt, Csehország 3–0-ra győzött, így kijutottak a 2008-as Európa-bajnokságra. A torna utolsó csoportmérkőzésén Törökország ellen Čech az utolsó 15 percben három gólt is kapott, amivel a törökök jutottak tovább.

### Visszavonulását követően
Egy a Watford elleni mérkőzésen szerzett sérülést követően, 2019 január 15-én jelentette be Twitteren, hogy a szezon végén visszavonul (Később visszatért a korábbi klubjába, mint vészhelyzeti kapus.) Május 29-én játszotta az utolsó mérkőzését az akkori csapatában, az Arsenalban, ahol 4-1-re kapott ki a korábbi csapatától az Európa-liga döntőjében, a Chelseatól.
2019 júniusában bejelentették, hogy visszatér a Chelseahez, mint teljesítmény és szakmai tanácsadó. 2019 október 9-én leigazolta egy jégkorongcsapat, a Guildford Phoenix, ahol szintén kapus poszton játszott. A 39-es mezszámban játszott, amivel Dominik Hasek előtt tisztelgett. A szakmai tanácsadói munkája mellett jégkorongozott. A bemutatkozó mérkőzésén a meccs emberének választották, ahol kifogott kettő büntetőt, és rengeteg fontos védést mutatott be.

## Sikerei, díjai

### Klub
- Chelsea FC

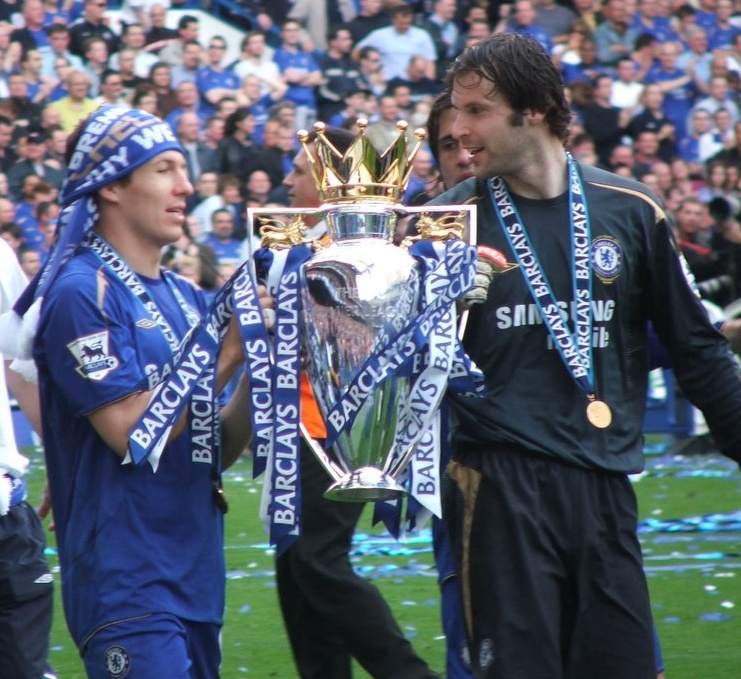
Čech és korábbi csapattársa, Arjen Robben második bajnoki győzelmüket ünneplik

  - Angol bajnok: 2004-05, 2005-06, 2009-10, 2014-15
  - Angol kupa: 2007, 2009, 2010, 2012
  - Angol Ligakupa: 2005, 2007, 2015
  - Angol szuperkupa: 2005, 2009
  - Bajnokok Ligája: 2011-12
  - Európa-liga: 2012-13
- Arsenal FC
  - Angol szuperkupa: 2015 2017
  - Angol kupa: 2016-17
  - Angol ligakupa döntős: 2017-18
  - Európa-liga döntős: 2018-19

#### A válogatottban
- Csehország U21
  - U21-es labdarúgó-Európa-bajnokság: 2002

### Egyénileg
- Az év játékosa a francia Ligue 1 bajnokságban: 2004
- Az FA Premier League-ben az év csapatának tagja: 2005
- IFFHS Világ legjobb kapusa: 2005
- Barclays Aranykesztyű: 2006, 2010
- FA Premier League Hónap Játékosa: 2007 március
- Az év cseh játékosa: 2005, 2006, 2007, 2010, 2011
- Cseh aranylabda: 2005, 2006, 2007, 2008, 2010, 2011, 2012
- Az UEFA klublabdarúgásdíjai: Legjobb kapus: 2005, 2007, 2008
- Legjobb európai kapus: 2005, 2007
- NIHL 2 Dél: A meccs embere: 2020. január
- Premier League Hírességek Csarnoka: 2023

## Statisztika
2018. augusztus 18-án lett frissítve
| Klub             | Szezon           | League            | League          | League | Kupa            | Kupa  | Ligakupa        | Ligakupa | Európai         | Európai | Egyéb           | Egyéb | Összesen        | Összesen |
| Klub             | Szezon           | Bajnokság         | Pályára lépések | Gólok  | Pályára lépések | Gólok | Pályára lépések | Gólok    | Pályára lépések | Gólok   | Pályára lépések | Gólok | Pályára lépések | Gólok    |
| ---------------- | ---------------- | ----------------- | --------------- | ------ | --------------- | ----- | --------------- | -------- | --------------- | ------- | --------------- | ----- | --------------- | -------- |
| Blšany           | 1999–2000        | Cseh First League | 2               | 0      | 1               | 0     | –               | –        | –               | –       | –               | –     | 3               | 0        |
| Blšany           | 2000–2001        | Cseh First League | 25              | 0      | 0               | 0     | –               | –        | –               | –       | –               | –     | 25              | 0        |
| Blšany           | összesen         | összesen          | 27              | 0      | 1               | 0     | –               | –        | –               | –       | –               | –     | 28              | 0        |
| Sparta Prague    | 2001–2002        | Cseh First League | 27              | 0      | 3               | 0     | –               | –        | 12              | 0       | –               | –     | 42              | 0        |
| Sparta Prague    | összesen         | összesen          | 27              | 0      | 3               | 0     | –               | –        | 12              | 0       | –               | –     | 42              | 0        |
| Rennes           | 2002–2003        | Ligue 1           | 37              | 0      | 4               | 0     | 0               | 0        | –               | –       | –               | –     | 41              | 0        |
| Rennes           | 2003–2004        | Ligue 1           | 33              | 0      | 3               | 0     | 1               | 0        | –               | –       | –               | –     | 37              | 0        |
| Rennes           | összesen         | összesen          | 70              | 0      | 7               | 0     | 1               | 0        | –               | –       | –               | –     | 78              | 0        |
| Chelsea          | 2004–2005        | Premier League    | 35              | 0      | 0               | 0     | 2               | 0        | 11              | 0       | 0               | 0     | 48              | 0        |
| Chelsea          | 2005–2006        | Premier League    | 34              | 0      | 0               | 0     | 0               | 0        | 7               | 0       | 1               | 0     | 42              | 0        |
| Chelsea          | 2006–2007        | Premier League    | 20              | 0      | 6               | 0     | 2               | 0        | 8               | 0       | 0               | 0     | 36              | 0        |
| Chelsea          | 2007–2008        | Premier League    | 26              | 0      | 1               | 0     | 3               | 0        | 9               | 0       | 1               | 0     | 40              | 0        |
| Chelsea          | 2008–2009        | Premier League    | 35              | 0      | 6               | 0     | 1               | 0        | 12              | 0       | 0               | 0     | 54              | 0        |
| Chelsea          | 2009–2010        | Premier League    | 34              | 0      | 2               | 0     | 0               | 0        | 6               | 0       | 1               | 0     | 43              | 0        |
| Chelsea          | 2010–2011        | Premier League    | 38              | 0      | 3               | 0     | 0               | 0        | 9               | 0       | 0               | 0     | 50              | 0        |
| Chelsea          | 2011–2012        | Premier League    | 34              | 0      | 7               | 0     | 2               | 0        | 13              | 0       | 0               | 0     | 56              | 0        |
| Chelsea          | 2012–2013        | Premier League    | 36              | 0      | 5               | 0     | 3               | 0        | 15              | 0       | 4               | 0     | 63              | 0        |
| Chelsea          | 2013–2014        | Premier League    | 34              | 0      | 1               | 0     | 0               | 0        | 10              | 0       | 1               | 0     | 46              | 0        |
| Chelsea          | 2014–2015        | Premier League    | 7               | 0      | 2               | 0     | 4               | 0        | 3               | 0       | 0               | 0     | 16              | 0        |
| Chelsea          | összesen         | összesen          | 333             | 0      | 33              | 0     | 17              | 0        | 103             | 0       | 8               | 0     | 494             | 0        |
| Arsenal          | 2015–2016        | Premier League    | 34              | 0      | 1               | 0     | 1               | 0        | 5               | 0       | 1               | 0     | 42              | 0        |
| Arsenal          | 2016–2017        | Premier League    | 35              | 0      | 2               | 0     | 0               | 0        | 0               | 0       | 0               | 0     | 37              | 0        |
| Arsenal          | 2017–2018        | Premier League    | 34              | 0      | 0               | 0     | 0               | 0        | 3               | 0       | 1               | 0     | 38              | 0        |
| Arsenal          | 2018–2019        | Premier League    | 2               | 0      | 0               | 0     | 0               | 0        | 0               | 0       | 0               | 0     | 2               | 0        |
| Arsenal          | összesen         | összesen          | 105             | 0      | 3               | 0     | 1               | 0        | 8               | 0       | 2               | 0     | 119             | 0        |
| Karrier összesen | Karrier összesen | Karrier összesen  | 562             | 0      | 47              | 0     | 19              | 0        | 123             | 0       | 10              | 0     | 761             | 0        |

### A válogatottban
| Csehország | Csehország      | Csehország |
| Év         | Pályára lépések | Gól        |
| ---------- | --------------- | ---------- |
| 2002       | 7               | 0          |
| 2003       | 8               | 0          |
| 2004       | 13              | 0          |
| 2005       | 10              | 0          |
| 2006       | 10              | 0          |
| 2007       | 8               | 0          |
| 2008       | 9               | 0          |
| 2009       | 7               | 0          |
| 2010       | 6               | 0          |
| 2011       | 10              | 0          |
| 2012       | 10              | 0          |
| 2013       | 8               | 0          |
| 2014       | 6               | 0          |
| 2015       | 6               | 0          |
| 2016       | 6               | 0          |
| összesen   | 124             | 0          |

## Külső hivatkozások
- Petr Čech (labdarúgó) pályafutásának statisztikái a Soccerbase oldalon (angolul)

- Hivatalos weboldal (cseh nyelven). petr-cech.cz
- Petr Čech (angol nyelven). worldfootball.net
- Petr Čech (angol nyelven). national-football-teams.com
- Petr Čech (angol nyelven). arsenal.com

| Előző Vítor Baía   | Az év legjobb európai kapusa 2005 | Következő Jens Lehmann |
| Előző Jens Lehmann | Az év legjobb európai kapusa 2007 | Következő -            |